# Aloysia axillaris
Aloysia axillaris là một loài thực vật có hoa trong họ Cỏ roi ngựa. Loài này được J.R.I.Wood mô tả khoa học đầu tiên năm 2009.